# Benjamin Wilson (cientista)
Benjamin Wilson (Leeds, 21 de junho de 1721 — Londres, 6 de junho de 1788) foi um pintor e cientista inglês.

## Obras
- A Letter to the Marquiss of Rockingham, with Some Observations on the Effects of Lightening; in: Philosophical Transactions 54 (1764), S. 246–253, S. 249.